# Kyle Wiltjer
Kyle Gregory Wiltjer (ur. 20 października 1992 w Portland) – kanadyjski koszykarz, występujący na pozycjach silnego skrzydłowego oraz środkowego, posiadający także amerykańskie obywatelstwo, obecnie zawodnik Lenovo Teneryfa.
W 2011 wystąpił w meczu wschodzących gwiazd - Nike Hoop Summit oraz McDonald’s All-American.
Pochodzi z rodziny o koszykarskich tradycjach. Jego ojcem jest Greg Wiltjer, kanadyjski koszykarz, olimpijczyk, trzykrotny uczestnik mistrzostw świata (1982, 1986, 1994), wybrany w II rundzie draftu NBA 1984 roku, z numerem 43 przez Chicago Bulls. Koszykarką jest także jego starsza siostra Jordan Ashley Adams (po mężu Smith), była reprezentantka Kanady oraz zespołu WNBA – Minnesota Lynx.
28 czerwca 2017 w wyniku grupowej wymiany trafił do Los Angeles Clippers. 15 lipca został zwolniony.
15 sierpnia został zawodnikiem Toronto Raptors. Zwolniono go 7 października.
13 lipca 2021 dołączył do Lenovo Teneryfa.

## Osiągnięcia
Stan na 14 lipca 2021, na podstawie, o ile nie zaznaczono inaczej.
NCAA
- Mistrz NCAA (2012)
- Uczestnik rozgrywek:
  - Elite Eight turnieju NCAA (2012, 2015)
  - Sweet Sixteen (2012, 2015, 2016)
- Mistrz:
  - turnieju konferencji West Coast (WCC – 2015, 2016)
  - sezonu regularnego WCC (2015, 2016)
- MVP turnieju WCC (2015, 2016)
- Najlepszy:
  - nowicjusz konferencji WCC (2015)
  - rezerwowy konferencji Southeastern (SEC – 2013)
- Zaliczony do:
  - I składu:
    - WCC (2015, 2016)
    - turnieju:
      - WCC (2015, 2016)
      - Battle 4 Atlantis (2016)
      - NIT Season Tip-Off (2015)

  - II składu All-American (2015)
  - składu Honorable Mention All-American (2016 przez Associated Press)

Drużynowe
- Wicemistrz Grecji (2018)
- Finalista Pucharu Grecji (2018)

Reprezentacja
- Wicemistrz igrzysk panamerykańskich (2015)
- Brązowy medalista mistrzostw Ameryki U–18 (2010)
- Uczestnik uniwersjady (2013 – 4. miejsce)